# Pachyteria sumatrana
Pachyteria sumatrana es una especie de escarabajo longicornio del género Pachyteria, tribu Callichromatini. Fue descrita científicamente por Hüdepohl en 1998.
Se distribuye por Indonesia. Mide 17,9-21,2 milímetros de longitud. El período de vuelo ocurre en los meses de febrero, marzo, abril, mayo, junio y diciembre.